# 垣守博
垣守 博（かきもり ひろし、1968年3月31日 - ）は日本の男子陸上競技選手。専門はハードル走。
奈良県立添上高等学校、中央大学卒。1985年にジャカルタで開催されたアジア陸上競技選手権大会の400mハードルで3位、翌年の世界ジュニア陸上競技選手権大会では2位になっている。日本陸上競技選手権大会では1986年に110mハードルで優勝、1988年にも400mハードルで3位になっている。

## 主要大会成績
- 1985年
  - アジア陸上競技選手権大会 110mH　6位 （14秒54）
  - アジア陸上競技選手権大会 400mH　3位 （50秒85）

- 1986年
  - 日本陸上競技選手権大会 110mH　優勝 （14秒24　0.0）
  - 日本陸上競技選手権大会 400mH　2位 （50秒77）
  - 世界ジュニア陸上競技選手権大会 110mH　準決勝1組5着 （14秒52　-0.7）
  - 世界ジュニア陸上競技選手権大会 400mH　2位 （50秒09）
  - 世界ジュニア陸上競技選手権大会 4×400mR　予選1組6着 （3分12秒81　4走）
  - アジア競技大会 110mH　4位 （14秒44　+0.73）

- 1987年
  - ユニバーシアード 110mH　予選途中棄権
  - ユニバーシアード 400mH　予選棄権

- 1988年
  - 日本陸上競技選手権大会 400mH　3位 （51秒65）

『日本陸上競技連盟七十年史』（1995年）参考